# Saludcoop EPS
SaludCoop EPS fue una empresa colombiana perteneciente al Grupo SaludCoop dedicada al aseguramiento y la prestación de servicios de salud, acorde al modelo de seguridad social colombiano. Fue la organización más grande de prestadores de servicios de salud con 5.204.034 de afiliados en régimen contributivo y una participación del 23,35% de la población activa en 2009 según ACEMI, estando entre las 20 empresas más grandes de Colombia.

## Historia
En 1994 se constituye SaludCoop EPS (Entidad Promotora de Salud) como organismo cooperativo. En 1995, bajo la dirección de Carlos Gustavo Palacino Antía, se inició formalmente la afiliación de usuarios, haciendo presencia en municipios apartados y zonas rurales. En 1996 inició una amplia labor de ampliación de cobertura en todo el país, incluyendo ciudades pequeñas y municipios, donde la población requería un apoyo en salud cercano y acorde con sus expectativas.
En 1998, se inauguró la primera Clínica SaludCoop de alta complejidad en Bogotá, con la cual la EPS inicia el desarrollo de proyectos similares en las principales ciudades del país, en alianza con prestigiosas instituciones. Fruto de esta tarea, entraron en servicio 36 clínicas en las principales ciudades del país.
En el 2000, SaludCoop incursiona en el campo de la educación, al adquirir el Gimnasio Los Pinos de Bogotá, con el ánimo de convertirlo en uno de los primeros colegios del país, tanto en su tecnología y recursos académicos, como en su formación humanística. Actualmente, este colegio ofrece un conservatorio único en Latinoamérica, aulas inteligentes, biblioteca virtual, software académico 100% multimedia e interactivo, enseñanza del inglés como segunda lengua, y formación deportiva para la alta competencia. 
A partir de 2001, SaludCoop lidera la creación de varias empresas de origen cooperativo, cuyas actividades son conexas y complementarias con la prestación de servicios de salud como confecciones hospitalarias, lavandería, seguridad, informática, comercialización, etc. De esta manera, consigue el suministro de bienes y servicios de alta calidad a sus clínicas y centros de atención a bajo costo.
En 2002, SaludCoop adquiere a Cruz Blanca EPS, una empresa con más de 500.000 afiliados. En ese mismo año, Saludcoop ocupa el puesto 18 entre las 100 compañías más grandes de Colombia. En 2003, la Federación Nacional de Cafeteros vende Cafesalud EPS a SaludCoop. La EPS y sus empresas filiales se convierten en un grupo empresarial llamado Grupo Saludcoop, incluyéndose este conglomerado entre las 20 empresas más grandes de Colombia, siendo la primera en generación de empleo.
En 2009, las EPS´s del Grupo SaludCoop continuaron siendo líderes del sector. En promedio, durante el 2009, se compensaron 5.204.034 usuarios del régimen contributivo mensualmente.
Durante varios años, Saludcoop EPS mantuvo su liderazgo como la EPS número uno del ranking de participación en el mercado, con el 23,35% de la población activa.
En este ranking, CafeSalud EPS y Cruz Blanca EPS tenían una participación del 4,76% y 3,78% respectivamente, consolidando la participación como Grupo en el orden del 31,89%. El crecimiento y expansión geográfica han llevado al Grupo a prestar servicios médico-asistenciales en 31 departamentos de Colombia. SaludCoop se consideraba asimisma una entidad sin ánimo de lucro, es decir, reinvirtiendo sus excedentes en la misma empresa y en sus proyectos empresariales.
A mediados de 2011, debido al déficit fiscal que afrontaba la EPS producto de los retrasos de parte del FOSYGA en el pago de recobros de servicios de salud, además de comprometer los recursos de la salud pública en una serie de irregularidades encontradas en sus reinversiones (inversiones dentro y fuera del país sin soportes financieros, cheques sobregirados y el patrocinio en 2010 de Saludcoop al equipo profesional de fútbol Club Deportivo La Equidad); el gobierno colombiano, a través de la Superintendencia de Salud (Supersalud), decretó la intervención de la EPS para intentar salvarla sin afectar el servicio a sus afiliados. Pese al prolongado tiempo de intervención del estado en la EPS (casi 5 años). 
El 25 de noviembre de 2015 se da inicio al proceso de liquidación, por medio de la intervención a cargo de la Supersalud garantizando el servicio a sus afiliados Los cuales fueron trasladarlos a su filial Cafesalud, además de la protección laboral de los 30.000 empleados de planta. Por las irregularidades encontradas, el representante legal de Saludcoop; Carlos Palaccino, en 2013 fue sancionado fiscalmente por la Contraloría y disciplinariamente por la Procuraduría a 18 años sin ejercer cargos públicos; por su parte, la Fiscalía archivó la investigación penal pero en 2017 reabrió la investigación contra Palaccino, enviándolo a la cárcel en marzo de 2018 por el delito de peculado por apropiación a favor de terceros.  La deuda de Saludcoop al sistema de salud, que ahora deberá ser asumida por el Grupo Saludcoop, es de $1,4 billones.

## Propietarios
Saludcoop era una empresa del sector cooperativo, propiedad del Grupo Saludcoop que posee 2.200 propietarios. Entre las personas jurídicas están Seguros La Equidad, la Organización Juan N. Corpas, la Cooperativa de Pensionados de la Universidad Nacional, Pollos Vencedor, la Cooperativa de Pilotos de Avianca, algunas cooperativas de Santander (Financiera Coomultrasan y Coomultrasan Multiactiva) y varios grupos médicos empresariales del país.